# Lado (Ensemble)
Lado (kroatisch: Ansambl narodnih plesova i pjesama Hrvatske LADO; nationales Volkstanz-Ensemble Kroatiens LADO) ist ein professionelles nationales Ensemble für kroatischen Tanz und Musik. In der Gruppe agieren 34 Tänzer, die auch einen Chor bilden sowie 14 Musiker die auf traditionellen und klassischen Musikinstrumenten spielen. Das 1949 in Zagreb gegründete Ensemble tritt in einer Vielzahl historischen Trachten auf. Die Gruppe hatte weltweite Auftritte mit ihren Tanz-, Gesangs- und Musikdarbietungen sowie zahlreiche Tonträger veröffentlicht.

## Teilnahme am Eurovision Song Contest
Im Jahr 2005 unterstützten zwei Musiker und drei Sängerinnen des Ensembles als Lado Members den Sänger Boris Novković beim kroatischen Beitrag des Eurovision Song Contest 2005 in Kiew. Ihr folkloristischer Schlager Vukovi umiru sami (Wölfe sterben einsam) erreichte den elften Platz. 2006 traten fünf männliche Mitglieder des Ensembles mit Severina Vučković und ihrem Song Moja štikla (Mein Stöckelschuh) abermals beim Eurovision Song Contest an. Beim dieses Mal in Athen stattfindenden Wettbewerb, konnten sie den 13. Platz belegen.